# Joe Flanigan
Joe Flanigan, né le 5 janvier 1967 à Los Angeles (Californie, États-Unis), est un acteur et scénariste américain.
Il est principalement connu pour le rôle du lieutenant-colonel John Sheppard dans la série Stargate Atlantis. Mais il est également apparu dans de nombreuses séries télévisées, telles que Profiler, Les Experts : Miami et Providence.

## Biographie
Joseph Dunnigan III, dit Joe Flanigan, est né à Los Angeles, mais a grandi dans un petit ranch près de Reno (Nevada). Il a obtenu un diplôme en histoire à l'université du Colorado, puis a passé un an à la Sorbonne à Paris.
Il a travaillé pour plusieurs magazines de New York, avant de déménager à Los Angeles pour commencer sa carrière d'acteur.
Sa première apparition remonte à 1994 dans le jeu vidéo Surgical Strike, bien qu'il ait commencé au théâtre à 14 ans. Il connaît son premier succès avec la série Les Sœurs Reed (Sisters) en 1995, puis on le voit dans Dawson, Providence ou encore Profiler. Il enchaîne les petits rôles dans des séries jusqu'en 2004, date à laquelle il intègre le casting de Stargate Atlantis, jusqu'en 2009. Il joue également dans un épisode de Stargate SG-1 en 2006.
Il vit actuellement à Malibu en Californie. Il a été marié, de 1996 à 2013, à Katherine Kousi, une ancienne actrice aujourd'hui peintre, et ils ont eu ensemble trois enfants : Aidan, Truman et Fergus, nés respectivement en 2000, 2002, et le 26 septembre 2006.

## Filmographie

### Cinéma
- 1995 : A Reason to Believe de Douglas Tirola (en) : Eric Sayles
- 1997 : The First to Go de John L. Jacobs : Peter Cole
- 1999 : L'Autre Sœur de Garry Marshall : Jeff Reed
- 2002 : Farewell to Harry de Garrett Bennett : Nick Sennet
- 2005 : Silent Men de Bashar Shbib : Regis
- 2011 : Good Day for It de Nick Stagliano : Deputy Doug Brady
- 2012 : 6 Bullets d'Ernie Barbarash : Andrew Fayden
- 2016 : The Bandit Hound de Michelle Danner : Trevor

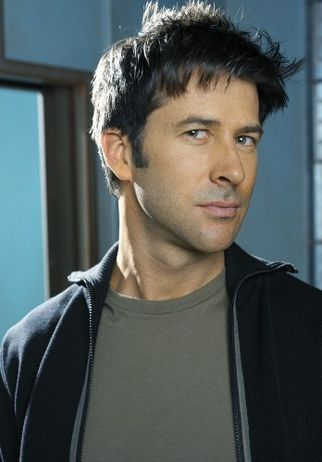

- 2021 : Let Us In (en) de Craig Moss (en) : Officier Wilton

### Télévision

#### Téléfilm
- 1995 : Meurtres en série de Joyce Chopra : Scott Cameron
- 1997 : Le secret d'une passion de Bobby Roth : Adam Stiles
- 1998 : Man Made de David Carson : Tom Trey Palmer
- 1999 : The Force de Lou Antonio
- 2000 : Sherman's March de Scott Winant : Pete Sherman
- 2003 : 111 Gramercy Park de Bill D'Elia : Jack Philips
- 2003 : La Voix des crimes (Thoughtcrimes) de Breck Eisner : Brendan Dean
- 2011 : Une famille en héritage (Change of Plans) de John Kent Harrison : Jason Danville
- 2011 : Ferocious Planet de Billy O'Brien : Colonel Sam Synn
- 2012 : The Secret Lives of Wives : Jared

#### Série télévisée
- 1994 : Album de famille : Lionel Thayer (épisode 1.1 et 1.2)
- 1995 - 1996 : Les Sœurs Reed : Brian Cordovas (15 épisodes)
- 1997 : Murphy Brown : Scott Hamon (épisode 10.8)
- 1998 : Dawson : Vincent (épisodes 2.4 et 2.5)
- 1998 : Love Therapy : Alex DeMouy (épisodes 1.6 à 1.9)
- 1999 : Providence : Dr David Marcus (épisodes 1.8 à 1.11)
- 2000 : Profiler : Dr Tom Arquette (épisodes 4.12 à 4.15)
- 2002 : First Monday : Julian Lodge (13 épisodes)
- 2002 : Les Anges de la nuit : Détective Claude Martin (épisode 1.3)
- 2002 : Amy (Judging Amy) : Tobin Hayes (épisode 4.7)
- 2003 : Tru Calling: compte à rebours : Andrew Webb (épisode 1.3)
- 2004 : Les Experts : Miami : Mike Sheridan (épisode 2.14)
- 2004 - 2009 : Stargate Atlantis : John Sheppard (99 épisodes)
- 2006 : Stargate SG-1 : John Sheppard (épisode 10.03)
- 2007 - 2008 : Women's Murder Club : Agent spécial John Ash (épisodes 1.9 et 1.10)
- 2009 : Warehouse 13 : Jeffrey Weaver (épisode 1.6)
- 2011 : Fringe : Robert Danzig (épisode 4.1)
- 2012 : Métal Hurlant Chronicles : Hondo (épisode 1.5)
- 2013 : Major Crimes : Rick Marlow (épisode 2.14)
- 2019 : SEAL Team : Général Trask (saison 2 - épisode 14)
- 2019 - 2022 : Hôpital central : Dr Neil Byrne (81 épisodes)
- 2021 - 2022 : See : un militaire (5 épisodes)

### Scénariste
- 2005 : Stargate Atlantis - épisode 2.12 "Epiphany"
- 2008 : Stargate Atlantis - épisode 4.15 "Outcast"

### Jeux vidéo
- 1994 : Surgical Strike : Reed
- 2013 : Army of Two : Le Cartel du diable : Elliot Salem